# Кардица (ном)
Карди́ца (греч. Νομός Καρδίτσας) — один из 51 номов Греции. Административное деление на номы было упразднено по Программе «Калликратис» в 2010 году. Входил в периферию Фессалия, находится в её юго-западной части. Площадь нома 2635,954 квадратного километра, население 113 544 жителя по переписи 2011 года, плотность 43,08 человека на квадратный километр. Ном имеет название по своему административному центру, городу Кардица с населением 38 554 человек по переписи 2011 года.

## География
Ном Кардица находится в самом центре материковой части Греции. Кардица граничит с номами Трикала на севере, Лариса на востоке, Фтиотида на юго-востоке, Этолия и Акарнания и Эвритания на юго-западе и Арта на западе. Главные реки Тавропос на юге и Пиньос на севере. На расстоянии около 50 километров от города Кардица находится горное водохранилище Тавропос, так называемое «озеро Пластира».
Центральная и восточная часть нома Кардица лежат на Фессалийской равнине, называемой «житницей Греции». Эта часть нома находится на высоте 100—150 метров над уровнем моря. Запад и юг нома занимает Аграфа — южная часть горного массива Пинд. Аграфа покрыта лесами.

## История
Охватывая область Фессалиотида (др.-греч. Θεσσᾰλιῶτις), одного из четырёх древних округов Фессалии, территория нома Кардица являлась в разное время частью Македонского царства, Римской империи, Византии, Великой Влахии, с 1400 по 1881 год — частью Османской империи.
С 1881 года, после освобождения Фессалии от турецкого владычества, становится частью Королевства Греция. Экономика и сельское хозяйство региона в это время испытывала большой подъём. До 1947 года являлся частью нома Трикалы и Кардицы.
Регион сильно пострадал во время Второй мировой войны и гражданской войны, многие здания были разрушены, а жители остались без крова и средств к существованию. После войны ном был восстановлен, появилось электричество, автотранспорт, в 1950-х годах было сооружена плотина водохранилища Тавропос. Телевидение появилось в деревнях в 1970—1980-х годах. В это же время экономика региона вошло в фазу депрессии, вызванной оттоком населения и высоким уровнем безработицы.

## Население
Большинство населения — греки. В центральной и южной части нома Кардица проживают этнические группы карагунидов (Καραγκούνηδες), а в горах области Аграфа на западе нома преобладают каракачаны и аромуны, или влахи.

## Известные уроженцы
- Пластирас, Николаос (1883—1953) — генерал. Родился в селе Морфовуни.
- Котулас, Иоаннис (1883—1967) — генерал-лейтенант греческой армии. Будучи подполковником прославился в Малоазийском походе. Родился в селе Элинопиргос[греч.].
- Хасапидис, Аристидис (1875—1941) – генерал-лейтенант греческой армии. Будучи подполковником, отмечен историографией Малоазийского похода. Родился в селе Рендина[англ.].
- Караискакис, Георгиос (1782—1827) — вождь в период Греческой революции 1821 года. Родился в селе Мавроматион[греч.].
- Флоракис, Харилаос (1914—2005) — генеральный секретарь Коммунистической партии Греции в 1972—1989 гг. Родился в селе Рахула[греч.].
- Серафим (архиепископ Афинский) (1913—1998) — предстоятель Элладской Православной Церкви в 1974—1998 гг.
- Елена Папаризу (Έλενα Παπαρίζου),
- Василис Боцис – полковник Демократической армии Греции
- Димитрис Сиуфас (Δημήτρης Σιούφας), политик.
- Никос Бинас (Νίκος Μπίνας), актёр

## Административное деление
Ном Кардица подразделяется на 4 муниципалитета (дима):
- Кардица (Καρδίτσα)
- Аргифе́а (Αργηθέα)
- Озеро Пласти́ра (Λιμνή Πλαστήρας)
- Муза́ки (Μουζάκι)
- Палама́с (Παλαμάς)
- Софа́дес (Σοφάδες)

Ном Кардица был создан в 1899, а потом снова в 1947. В 2011 году, после реформы Калликратиса, было произведено укрупнение димов согласно таблице:
| Новый муниципалитет              | Старые муниципалитеты                 | Административный центр |
| -------------------------------- | ------------------------------------- | ---------------------- |
| Аргифе́а (Αργηθέα)                | Аргифе́а (Αργηθέα)                     | Анфи́ро (Ανθήρο)        |
| Аргифе́а (Αργηθέα)                | Афама́нес (Αθαμάνες)                   | Анфи́ро (Ανθήρο)        |
| Аргифе́а (Αργηθέα)                | Ахело́ос (Αχελώος)                     | Анфи́ро (Ανθήρο)        |
| Кардица (Καρδίτσα)               | Кардица (Καρδίτσα)                    | Кардица (Καρδίτσα)     |
| Кардица (Καρδίτσα)               | И́тамос (Ίταμος)                       | Кардица (Καρδίτσα)     |
| Кардица (Καρδίτσα)               | Каллифо́ни (Καλλιφώνι)                 | Кардица (Καρδίτσα)     |
| Кардица (Καρδίτσα)               | Ка́мбос (Κάμπος)                       | Кардица (Καρδίτσα)     |
| Кардица (Καρδίτσα)               | Митро́поли (Μητρόπολη)                 | Кардица (Καρδίτσα)     |
| Озеро Пласти́ра (Λιμνή Πλαστήρας) | Пласти́рас (Πλαστήρας)                 | Морфову́ни (Μορφοβούνι) |
| Озеро Пласти́ра (Λιμνή Πλαστήρας) | Невро́поли Агра́фон (Νευρόπολη Αγράφων) | Морфову́ни (Μορφοβούνι) |
| Муза́ки (Μουζάκι)                 | Муза́ки (Μουζάκι)                      | Муза́ки (Μουζάκι)       |
| Муза́ки (Μουζάκι)                 | Ифо́ми (Ιθώμη)                         | Муза́ки (Μουζάκι)       |
| Муза́ки (Μουζάκι)                 | Па́мисос (Πάμισος)                     | Муза́ки (Μουζάκι)       |
| Палама́с (Παλαμάς)                | Палама́с (Παλαμάς)                     | Палама́с (Παλαμάς)      |
| Палама́с (Παλαμάς)                | Селла́ни (Σελλάνοι)                    | Палама́с (Παλαμάς)      |
| Палама́с (Παλαμάς)                | Фи́лло(Φύλλο)                          | Палама́с (Παλαμάς)      |
| Софа́дес (Σοφάδες)                | Софа́дес (Σοφάδες)                     | Софа́дес (Σοφάδες)      |
| Софа́дес (Σοφάδες)                | А́рни (Άρνη)                           | Софа́дес (Σοφάδες)      |
| Софа́дес (Σοφάδες)                | Менелаи́да (Μενελαϊδα)                 | Софа́дес (Σοφάδες)      |
| Софа́дес (Σοφάδες)                | Ренди́на (Ρεντίνα)                     | Софа́дес (Σοφάδες)      |
| Софа́дес (Σοφάδες)                | Тама́сио (Τομάσιο)                     | Софа́дес (Σοφάδες)      |